# Cmentarz Ďáblický
Cmentarz Ďáblický (cz. Ďáblický hřbitov) – cmentarz położony w północnej części stolicy Czech na styku dzielnic Ďáblice i Střížkov (Praga 8 i Praga 9).

## Historia
Budowa cmentarza rozpoczęła się w 1912 według kubistycznego projektu architekta Vlastislava Hofmana i trwała dwa lata. Na terenie cmentarza znajduje się ponad 20 000 grobów, ponadto od 1943 na cmentarzu w zbiorowych mogiłach dokonywano pochówków samobójców, niezidentyfikowanych zwłok oraz szczątków osób, które oddały swoje ciała do celów medycznych. W centralnej części cmentarza znajdują się mogiły jugosłowiańskich i włoskich ofiar II wojny światowej oraz poległych podczas powstania praskiego. W północnej części cmentarza znajduje się miejsce pochówku upamiętniające torturowanych i zamordowanych ofiar komunizmu w latach 50., pomnik powstał w latach 90. XX wieku. 

## Pochowani
- Karl Hermann Frank - zbrodniarz hitlerowski;
- Záviš Kalandra - publicysta, historyk i teoretyk literatury.